# Ikhchidides
935–969
Entités précédentes :
- Abbassides

Entités suivantes :
- Fatimides

Les Ikhchidides sont les membres d'une dynastie de gouverneurs autonomes dirigeant l'Égypte dans un premier temps sous l'autorité des Abbassides (935-969) puis ayant pris leur indépendance.
L'État Ikhchidide ou la dynastie Ikhchidienne ou l'État Banu Al-Ikhshid, et dans le discours populaire au nom Les Ikhchidides, est un empire islamique fondé par Abû Bakr Muhammad ben Tughj al-Ikhchîd en Égypte, plus tard répandu vers le Levant et le Hijaz, et que 30 ans après le retour des maisons égyptiennes et levantines à l'état abbasside, après l'effondrement de l'émirat de Tulunya qui a eu l'indépendance avec le règne de ces maisons-là et sa séparation du califat abbasside au long de 37 ans.
Le fondateur de cet état était un royal turc désigné par le calife abbasside Abû al-`Abbâs ar-Râdî bi-llâh Muhammad ben Ja`far al-Muqtadir comme Wali de l’Égypte, dont il a approuvé la sécurité et a fini les émissaires de l’État abbasside, et parvenant à minimiser les ambitions fatimides en Égypte. Quand il a réussi tout ça, le calife lui a accordé un titre d'honneur perse qui est 'Ikhchid' en son honneur et récompense pour son travail. Al-Ikhchid n'a pas tardé à poursuivre les pas d'Ahmed Ben Tulun le fondateur de l'état précédent au sien, alors il a déclaré l'indépendance de l’Égypte de l'état abbasside et il a saisi la plupart des armées du levant dont la Palestine, Damas, Homs et la Jordanie, à l'exception d'Alep, qu'il a laissée aux Hamdanides. Il a ensuite saisi le Hijaz dans son pays, alors que Ibn Tulun a déjà essayé et a échoué.
Après la mort d’al-Ikhchid, Abu al-Musk Kafur a pris le relais, par intérim des deux fils d'Al-Ikhchid; Anujur et Ali. Kafur était un royal abyssinien acheté par Al-Ikhchid à 18 dinars et l'a fait son serviteur personnel. Quand Ali est mort, Kafur a commencé à gouverner seul, il participait activement à l'expansion de son empire, bénéficiant de la perturbation de l'état hamdanide et du califat abbasside. Kafur a pu résister aux attaques des Fatimides venant d'Ifriqiya, restant au pouvoir pour 24 ans du total de 34 ans de l'âge de l'état ikhchidide. Il est considéré comme une personnalité historique rare qui est arrivée au sommet du pouvoir en étant serviteur, ce qui est le premier incident de ce genre dans l'histoire islamique. Kafur a exploité les conditions politiques à Bagdad, le conflit entre les émirats d'États voisins, et a maintenu l'équilibre dans le conflit entre l’État abbasside à Bagdad et l'état fatimide à Ifriqiya. À sa mort, l’équilibre politique était perdu, il a été remplacé par Abu al-Fawares Ahmed, le petit-fils d'Al-Ikhchid qui avait 11 ans et il n'a pas pu résister les forces fatimides qui ont saisi l’Égypte et fini l'état ikhchidide. Une nouvelle ère a commencé en Égypte et au Levant, la période fatimide.

## Histoire
Ikhchîd est le titre que portaient les princes de la Ferghana, l'un d'entre eux grand-père de Muhammad ben Tughj s'était mis au service du calife abbasside Al-Mu`tasim.
Près d'un siècle plus tard, Muhammad ben Tughj commandant au service du calife Ar-Râdî est chargé de défendre l'Égypte contre les offensives des Fatimides. Il devient autonome et envahit une partie de la Syrie et le Hedjaz.
En 944, le calife Al-Muttaqî est réfugié à Ar-Raqqa menacé par le chef des mercenaires turcs Tuzun. Muhammad ben Tughj lui fait une humble allégeance. Il lui offre de somptueux cadeaux. Il lui propose de se réfugier en Égypte et de se mettre ainsi à l’abri. Cette offre, comme une offre semblable des Hamdanides, avait surtout comme objectif de prendre le pouvoir sur le califat et annexer la Syrie. En refusant ces deux offres de tutelle, Al-Muttaqî s’est lui-même jeté dans les mains de Tuzun qui jure de ses meilleures intentions à l’égard du calife. Néanmoins, Tuzun dépose le calife et lui fait crever les yeux. Le jour même, Tuzun installe Al-Mustakfi cousin d’Al-Muttaqî pour lui succéder.
En 946, lorsque Muhammad ben Tughj meurt, ses fils sont trop jeunes pour exercer le pouvoir. Les deux fils de Muhammad ben Tughj vont se succéder sans exercer de réel pouvoir et restent sous la tutelle de Kâfûr un eunuque originaire de Nubie. En 966, Kâfûr assume seul le pouvoir jusqu'en 968. Kâfûr a donc exercé son autorité sur l'Égypte et la Syrie de 946 à 968.
La mort de Kâfûr en 968, laisse le pouvoir à Abû al-Fawâris Ahmad, un petit-fils de Muhammad ben Tughj qui sera incapable de résister à l'invasion de l'Égypte par les Fatimides sonnant ainsi à la fois la fin des Ikhchidides et du contrôle des Abbassides sur l'Égypte.

## Dynastie ikhchidide
```
└1┬
Abû Bakr Muhammad ben Tughj al-Ikhchîd
 (935-946)
  ├2─
Abû al-Qâsim ben al-Ikhchîd
 (946-961)
  └3┬
Abû al-Hasan ben al-Ikhchîd
 (961-966)
    └5─
Abû al-Fawâris Ahmad ben `Alî ben al-Ikhchîd
 (968-969) 
```

Le quatrième souverain ikhchidide est Abû al-Misk Kâfûr, l'eunuque noir qui a été le tuteur des deux fils de Muhammad ben Tughj (966-968)